# گربه‌خوان خاکستری
گربه‌خوان خاکستری (نام علمی: Dumetella carolinensis) نام یک گونه از تیره مقلدمرغان است.